# Trunk 1
Als Trunk 1 (T1, T-1 oder DS1) bezeichnet man in der Telefonie den ersten Multiplexlevel des US-amerikanischen Telefonsystems mit einer Datenrate von 1,544 Mbit/s bzw. 24 ISDN-Datenkanälen mit jeweils 64 kbit/s. Über die einzelnen Datenkanäle kann sowohl Sprach- als auch Datenverkehr abgewickelt werden. T1 wurde 1957 von AT&T entwickelt. Die Spezifikation gilt auch in Kanada und Japan.
Ein kompletter T1-Anschluss kann als Standleitung angemietet werden (leased line) und diente häufig zur Anbindung von Unternehmen an das Internet über einen Internet Service Provider (ISP). Umgangssprachlich wird oft von einer T-line gesprochen. Die schnellere Alternative zu T1 ist T3, das häufig zur Anbindung des ISP zu einem Backbone genutzt wird.
Das europäische Äquivalent dazu ist der Primärmultiplexanschluss (E1) mit einer Datenrate von rund 2 Mbit/s.
Der japanische Standard J1 unterscheidet sich von T1 nur in wenigen Details.